# Anémonine
L'anémonine est un composé trouvé dans des plantes de la famille des Ranunculaceae, et notamment chez les plantes du genre Anemone, où elle a été découverte et dont elle tire son nom. Elle est issue de la dimérisation d'une toxine, la proto-anémonine, et est aisément hydrolysée en un acide carboxylique.
|                | ranunculine                   |
| ↓ – glucose    |                               |
|                | proto-anémonine               |
| ↓ dimérisation | (contact avec l'air ou l'eau) |
|                | anémonine                     |
| ↓ hydrolyse    |                               |
|                |                               |

## Recherche
(novembre 2018).
Améliorez-le ou discutez des points à vérifier. 
L'anémonine présente dans un bouton d'or africain (Ranunculus multifidus) a été identifiée comme responsable des propriétés antipaludiques de cette plante. Lors d'expérimentations sur des souris infectées par Plasmodium berghei, les extraits de cette plante ont montré une capacité à atténuer les symptômes de la maladie, en particulier en limitant la perte de poids et la fièvre. Ces résultats publiés dans la revue "Molécules" suggèrent que l'anémonine pourrait constituer une nouvelle voie thérapeutique dans la lutte contre le paludisme.